# Landrake with St Erney
 (septembre 2023).
Landrake with St Erney est une paroisse civile des Cornouailles, en Angleterre.